# Карусель (мережа магазинів)

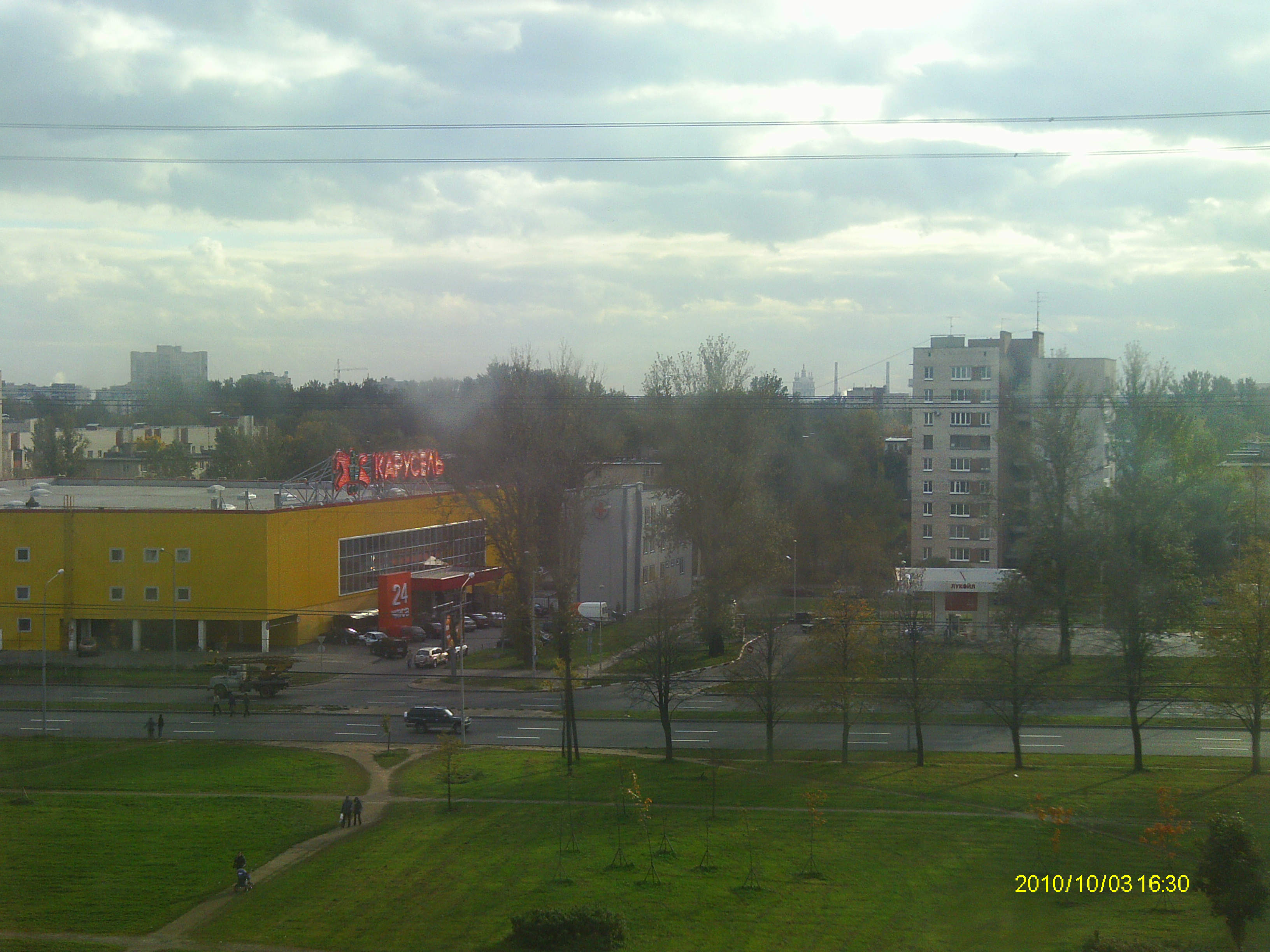
Гіпермаркет «Карусель» на пр. Маршала Блюхера (відкритий в 2006 році)

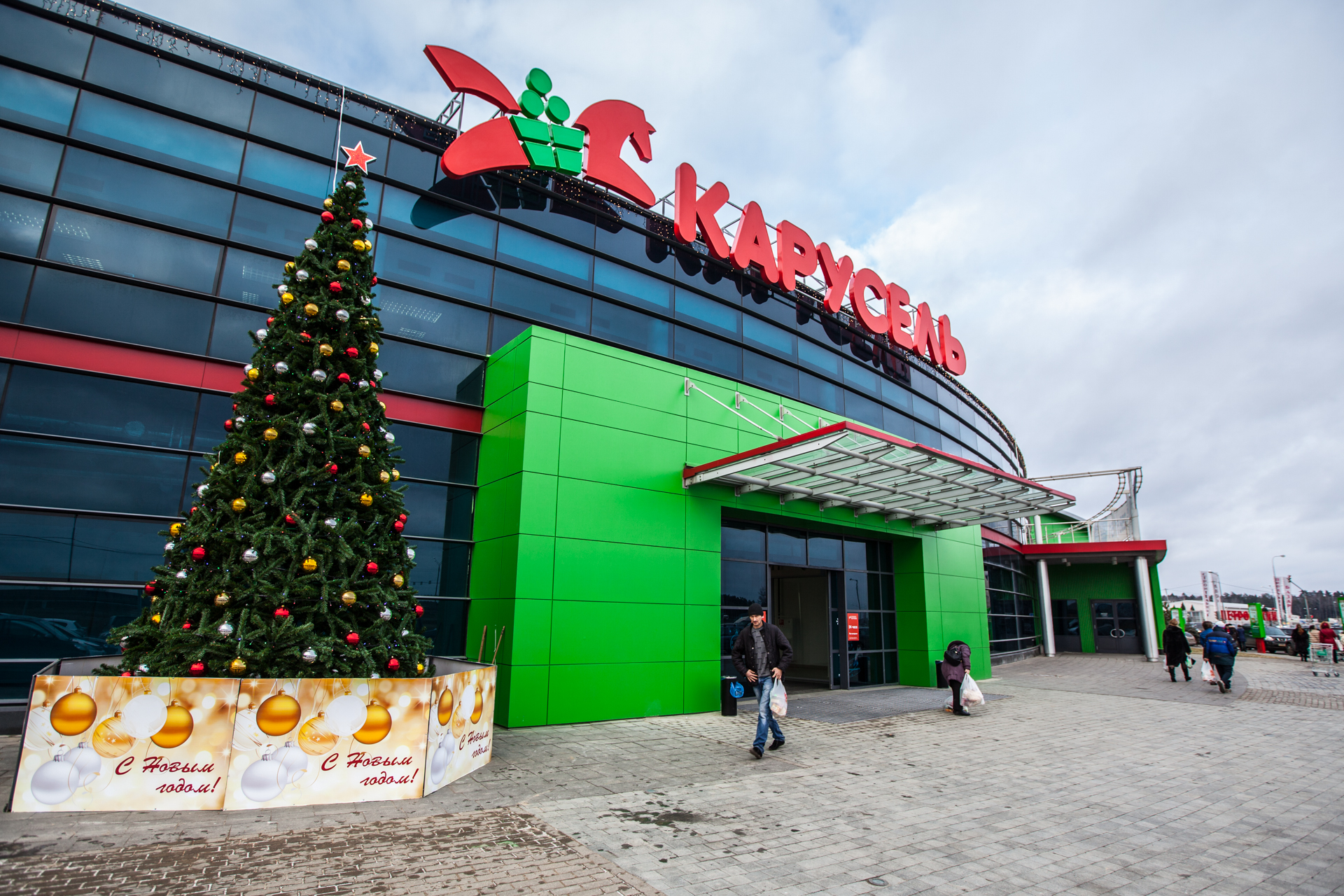
Гіпермаркет Карусель на Новоризькому шосе (відкритий в 2015 році)

«Карусель» — російська мережа гіпермаркетів, що належить компанії X5 Retail Group (власнику торгових мереж «Пятёрочка» і «Перекрёсток»). Продає харчування (бакалія, готові страви, хлібобулочні вироби) та товари для дому. Асортимент бл. 17–30 тис. постійних найменувань і сезонні товари. Торгова площа магазинів — 2,5–7 тис. м².

## Логотип
З 2004 до 2018 року логотипом було зображення коня червоного кольору з зеленою корзиною з продуктами і праворуч слово «Карусель» червоного кольору. З 2018 року та по цей час логотипом є буква «К» зроблена з листя, проте ліва частина букви червона. Поруч з буквою справа слова «Гіпермаркет Карусель». Слово «Гіпермаркет» зеленого кольору, а «Карусель» зеленого кольору.

## Історія
«Карусель» заснована в 2004 році Андрієм Рогачовим, Олександром Гирдой, Тетяною Франус і Ігорем Відяєвим. Перший гіпермаркет мережі був відкритий в 2004 році в Санкт-Петербурзі.
У 2008 році X5 придбає мережу гіпермаркетів «Карусель» (23 працюють і 3 будуються). Компанія зберегла бренд «Карусель» і оголосила про рішення використовувати його для всіх гіпермаркетів X5.
У 2009 році гіпермаркети «Карусель» відкриваються в Москві.
У 2011 році «Карусель» вийшла в Оренбурзьку область
в 2012 році — в Тамбові, Смоленську і Сизрані.
У 2013 році гіпермаркети «Карусель» відкриті в республіці Марій-Ел і Тульської області.
У 2015 році Х5 розширила торгову мережу «Карусель» більш ніж на 10 %, відкривши 9 гіпермаркетів, в тому числі в Нижньовартовську, Пермі, Невинномиську, Великому Новгороді.
Станом на 31 грудня 2016 року в торговельній мережі «Карусель» 91 гіпермаркет.
У жовтні 2017 року низка ЗМІ повідомила про виставлення на продаж площ гіпермаркетів «Карусель» за схемою sale and leaseback (продаж з наступним укладенням довгострокового договору оренди).
У 2018 році гіпермаркет провів ребрендинг, оновивши логотип. Змінено схему торгового залу у відповідності з новою концепцією, яка передбачає нове позиціонування бренду: розширено асортимент товарів середнього цінового сегмента.